# Braya pilosa
Braya pilosa là một loài thực vật có hoa trong họ Cải. Loài này được Hook. mô tả khoa học đầu tiên năm 1830.